# Pierre Buchoud
 (avril 2024).
La mise en forme du texte ne suit pas les recommandations de Wikipédia : il faut le « wikifier ».
Les points d'amélioration suivants sont les cas les plus fréquents. Le détail des points à revoir est peut-être précisé sur la page de discussion.
- Les titres sont pré-formatés par le logiciel. Ils ne sont ni en capitales, ni en gras.
- Le texte ne doit pas être écrit en capitales (les noms de famille non plus), ni en gras, ni en italique, ni en « petit »…
- Le gras n'est utilisé que pour surligner le titre de l'article dans l'introduction, une seule fois.
- L'italique est rarement utilisé : mots en langue étrangère, titres d'œuvres, noms de bateaux, etc.
- Les citations ne sont pas en italique mais en corps de texte normal. Elles sont entourées par des guillemets français : « et ».
- Les listes à puces sont à éviter, des paragraphes rédigés étant largement préférés. Les tableaux sont à réserver à la présentation de données structurées (résultats, etc.).
- Les appels de note de bas de page (petits chiffres en exposant, introduits par l'outil «  Source ») sont à placer entre la fin de phrase et le point final[comme ça].
- Les liens internes (vers d'autres articles de Wikipédia) sont à choisir avec parcimonie. Créez des liens vers des articles approfondissant le sujet. Les termes génériques sans rapport avec le sujet sont à éviter, ainsi que les répétitions de liens vers un même terme.
- Les liens externes sont à placer uniquement dans une section « Liens externes », à la fin de l'article. Ces liens sont à choisir avec parcimonie suivant les règles définies. Si un lien sert de source à l'article, son insertion dans le texte est à faire par les notes de bas de page.
- La présentation des références doit suivre les conventions bibliographiques. Il est recommandé d'utiliser les modèles {{Ouvrage}}, {{Chapitre}}, {{Article}}, {{Lien web}} et/ou {{Bibliographie}}. Le mode d'édition visuel peut mettre en forme automatiquement les références.
- Insérer une infobox (cadre d'informations à droite) n'est pas obligatoire pour parachever la mise en page.

Pour une aide détaillée, merci de consulter Aide:Wikification.
Si vous pensez que ces points ont été résolus, vous pouvez retirer ce bandeau et améliorer la mise en forme d'un autre article.
Pierre Buchoud, né le 15 août 1913 à Épinal et mort le 20 février 1978, est un militaire français. Né dans une famille de militaires, il entre à l'École spéciale militaire de Saint-Cyr en 1933 (Promotion Albert 1er).
Pendant la Seconde Guerre mondiale, il se porte volontaire pour les corps francs avant de créer un réseau de résistance et d'être arrêté par la Gestapo. Il se porte ensuite volontaire pour les parachutistes guerre d'Indochine puis participe à la guerre d'Algérie en étant nommé chef de corps du 9e régiment de chasseurs parachutistes, il participe aux combats dans les Aurès, à la bataille des frontières et à la bataille de Souk Ahras notamment.
À la suite du putsch des généraux il est rayé des cadres de l'armée le 16 novembre 1961. De retour dans la vie civile il participe activement aux activités des associations parachutistes et des anciens détenus.

## Biographie

### Origines familiales et formation
Pierre Buchoud est né le 15 août 1913 à Épinal (Vosges). Son père et ses trois frères sont également militaire. Il rejoint le Prytanée national militaire et intègre par la suite l'École spéciale militaire de Saint-Cyr en 1933, promotion Albert Ier le Roi des Belges, la même année que son frère Jean-Paul.
À la sortie de Saint-Cyr, il est affecté au 35e régiment d'infanterie à Belfort en tant que sous-lieutenant. Promu lieutenant en 1937 il rejoint au 146e régiment d'infanterie de forteresse à Metz, sur la ligne Maginot. En 1939, alors qu'il occupe ce poste, la France déclare la guerre à l'Allemagne nazie à la suite de l'invasion de la Pologne.

### Seconde Guerre mondiale

#### La drôle de Guerre - Corps Francs
Le lieutenant Pierre Buchoud a une certaine idée du rôle de l'infanterie de forteresse. Il estime que la défense doit se faire en avant de l'ouvrage peu importe leur puissance de feu. Cela rompt alors avec la doctrine du général Maxime Weygand et de la ligne Maginot, qui vise à rester protéger derrière les fortifications. Il se porte donc volontaire pour les groupes francs qui viennent d'être crées.
Il rejoint le groupe du capitaine Vernhes, commandant le groupe du secteur fortifié de Faulquemont. Il lui succède à la suite de la mort en opération du capitaine. Il opère pendant six mois dans la forêt de la Warndt, son audace et ses initiatives lui valent deux citations à l'ordre de la division et de l'armée, ce qui révèle d'un exploit en cette période de calme, appelé "Drôle de guerre".
À partir du mois de mai, c'est le début de la bataille de France, son corps francs se bat sans relâche : Veneck le 4 juin, Château-Salins les 16 et 17 juin, Gerbécourt et Mattexey et enfin Clézentaine le 20 juin. Ces actes lui valent d'être décoré de la croix de chevalier de la Légion d'honneur à l'âge de 25 ans et le groupe franc de Faulquemont se voit attribuer une citation à l'ordre de l'armée.
Le lieutenant Buchoud reçoit l'ordre de déposer les armes le 22 juin, il envisage de s'échapper mais est rattrapé. Il est alors dirigé sur Strasbourg puis transféré en Autriche.

#### Captivité
À la fin des combats, il disperse son groupe alors que la capitulation française est annoncée. Il se cache alors chez sa grand-mère dans la localité de Saint-Dié mais est dénoncé par des voisins. Il est arrêté le 22 juin et est transféré dans un camp de prisonniers pour officiers : l'Oflag XVII-A dans le nord de l'Autriche. Bien que captif, il parvient à former un mouvement de résistance en liaison radio avec Londres et en lien avec la résistance autrichienne. Il réussit à faire évader 144 officiers.
En raison de ces actions, il est incarcéré dans la prison de Vienne et torturé par la Gestapo pendant 6 mois. Face à ses refus de livrer ses camarades il est condamné à mort. Mais l'approche de l'armée rouge en Autriche lui permet d'être libéré le 7 avril 1945. Il se voit alors confier la responsabilité de regrouper tous les Français présents dans la région de Vienne afin de les rapatrier.
Sa conduite en captivité lui vaut une nouvelle citation à l'ordre de l'armée et d'être promu au grade d'officier de la Légion d'honneur.
Son frère, le capitaine Buchoud, meurt en Italie le 11 mai 1944 alors qu'il servait au sein du 2e régiment de tirailleurs marocains au sein du Corps expéditionnaire français commandé par le général Juin. Son frère sera décoré de la légion d'honneur, et inhumé en l'Église saint-Fiacre de Nancy le 29 décembre 1944.

### Guerre d'Indochine
Quelques jours de permission suffisent au capitaine Buchoud qui rejoint la 25e division aéroportée à sa demande, et le 1er bataillon parachutiste de choc sur l'intervention de son camarade Jacques Lefort.

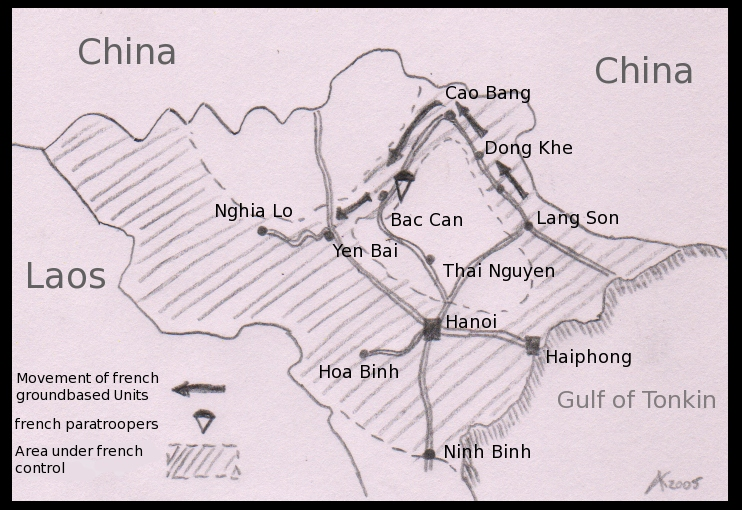
Carte de la situation du Tonkin à l'automne 1947

Le 1er BPC est désigné dès son arrivée pour l'Extrême-Orient. Il commande la 2e compagnie de choc. Le bataillon est engagé dans des opérations pour pacifier la périphérie d'Hanoï ce qui leur permet de s'acclimater. Le bataillon est engagé où est-ce que l'action doit-être ferme et décisive, on le retrouve au canal des Rapides et au sein de l'opération Léa. Lors de cette opération il manque de peu de capturer Hô Chi Minh, à Ceinture, au sein de la colonne Beaufre.
La dernière opération du séjour s'effectue sous les ordres du capitaine Buchoud en Moyenne-Région. L'objectif est d'effectuer une percée sur Hòa Bình afin de ramener une centaine de partisans muongs. Plus de 100 kilomètres doivent-être parcourus pendant la période la plus chaude de l'année. La colonne tombe dans une embuscade dans le col de Kem. Grièvement blessé, il est brancardé jusqu'à Hòa Bình, puis évacué sur Hanoï par Morane sanitaire.

### Retour en France
Il est rapatrié le 6 septembre 1948, lors de son premier séjour il fut honoré de quatre nouvelles citations. De retour en métropole il prend le commandement du 10e bataillon parachutiste de chasseurs à pied qu'il transforme en unité combattante en quatre mois.
Il devient chef de bataillon en 1949, il est alors âgé de 36 ans. Il est affecté en Algérie et commandera le 1er régiment de chasseur parachutiste à Philippeville jusqu'en 1953. Il prend ensuite la charge de la formation des jeunes officiers à l'école d'application d'infanterie de Saint-Maixent où il sera un instructeur très apprécié des jeunes sous-lieutenant.
Il est fait Commandeur de la Légion d'honneur le 8 décembre 1955 et nommé lieutenant-colonel la 31 décembre de la même année. Il a alors 42 ans. En 1956, il rejoint Laverdure à la suite des « évènements d'Algérie ».

### Guerre d'Algérie

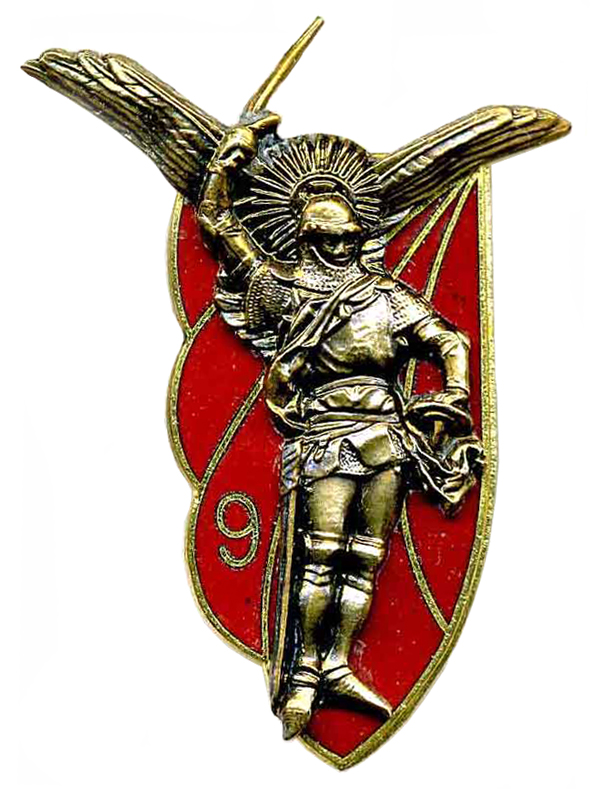
Insigne du 9e régiment de chasseur parachutiste

Pierre Buchoud est lieutenant-colonel lorsque le 2 juillet 1956 il prend le commandement du 9e régiment de chasseur parachutiste récemment formé. Pendant deux ans, son régiment sera massivement engagé, grâce a ses qualités de commandements, son unité fera rapidement partie du petit nombre des troupes d'élite.
Le 9e RCP parcourra toute les régions du Constantinois : Laverdure, Batna, l'Aurès, Djidjelli et la petite Kabylie. En 1958 le régiment sera engagé sur la bataille des frontières, le barrage tunisien et Souk-Ahras. Autant de batailles qui permettront au lieutenant-colonel Buchoud de montrer le meilleur de ses talents de chef de guerre. Le général Vanuxem, commandant la zone Est-Constantinois ne tarira pas d'éloges au sujet de Buchoud.
Le 13 mai 1958, il tient son régiment à l'écart du putsch d'Alger et du comité de salut public du général Massu.
Il devient colonel le 27 septembre 1958. Trois citations, toutes à l'ordre de l'armée complète sa panoplie.
Il succède au colonel Bigeard au commandement de l'école Jeanne d'Arc à Philippeville. Cette école forme à la guerre subversive, aux techniques de contre-guerilla et à la pacification. C'est près de 500 officiers qui seront formés à ses méthodes au sein de cette école.
Il revient un court moment en France. Désireux de retourner en Algérie il ira commander le secteur de La Calle en janvier 1961. Il agit sur la frontière tunisienne, surveille le barrage et pacifie la zone. Mais les événements d'Algérie lui seront fatals. Bien que n'ayant pas pris directement part aux actions, il est jugé pour son soutien au mouvement insurrectionnel. Il est incarcéré au fort de l'Est à Paris avant d'être acquitté. Il quitte donc l'armée le 16 novembre 1961.
L'ensemble de sa carrière lui a valu le surnom de Bayard, avec sa devise : "Sans peur et sans reproche".

### Retour à la vie civile
De retour dans la vie civile il travaille dans la formation des cadres de l'industrie. Il s'investit également pleinement dans des organismes d'anciens combattants notamment l'amical des anciens du 9e régiment de chasseurs parachutistes. Les Anciens du "9" regroupe trois générations de combattants (14-18, 39-45 et Algérie), et grâce à l'action de Buchoud, elle deviendra une des plus grandes associations d'anciens combattants.
Il encourage la création de l'Union nationale des Parachutistes et en devient son vice-président. Le retour à la vie civile sera également pour lui l'occasion de s'occuper de sa famille notamment de ses cinq enfants. Étant sûr de la qualité de l'enseignement conféré au Prytanée national militaire, il y placera ses deux fils : Gérard qui entre en 1969 avec le matricule 4519C et Jean Pierre qui entre en 1970 avec le matricule 4819C. Gérard sera reçu à l'École spéciale militaire de Saint-Cyr en 1972 et Jean Pierre reçu à Polytechnique également en 1972.
Le colonel Buchoud terminera sa vie, vaincu par la maladie après avoir vaillamment lutté. C'est son compagnon d'arme, le Père François Casta, aumônier au 9e RCP de 1956 à 1959 qui conclura : 
« Cette mort est venue le terrasser, mais non le vaincre. C’est encore victorieux que, calmement, lui, le seigneur impétueux de la guerre, s’est endormi dans la sérénité des cœurs purs et la paix des consciences droites. » Père François Casta
Ses obsèques eurent lieu le jeudi 20 février 1978 à 14h en l'église Saint-Justin de Levallois-Perret (Hauts-de-seine).

## Hommages et distinctions

### Citations
Pendant la Seconde Guerre mondiale, le lieutenant Buchoud est volontaire pour les corps francs du 146e régiment d'infanterie. Il fera les premiers prisonniers du secteur, ses coups de main et reconnaissances profondes lui valent deux citations : 
A l'ordre de la division

« Chef de section plein d'allant, volontaire pour commander un groupe franc. Le 9 décembre 1939, au cours d'une reconnaissance en terrain difficile, a attaqué un détachement ennemi, l'a dominé par le feu et poursuivi, communiquant son ardeur à sa troupe. À soigner personnellement un de ses hommes, avant de se replier en l'emportant. »
A l'ordre du corps d'armée
« Magnifique chef de groupe, donnant à tous l'exemple du courage réfléchi. Le 19 avril 1940, faisant fonction de commandant de compagnie au cours d'une reconnaissance profonde en territoire ennemi, a réussi par ses habiles dispositions, à remplir sa mission sans pertes et en infligeant une sévère leçon à l'ennemi qui a dû s'enfuir en abandonnant un cadavre entre nos mains ».
En succédant à son capitaine à la tête des corps francs, il gagne sa troisième citation :
A l'ordre de l'armée
« Groupe franc du secteur fortifié de Faulquemont, sous les ordres du capitaine VERNHES et du lieutenant BUCHOUD. a fait, au cours de la campagne 1939-1940, preuve d'un mordant et d'une agressivité remarquables. A pris l'ascendant moral sur l'ennemi dans le Warndt au cours de nombreuses opérations d'embuscades et de coups de main. Le 4 juin 1940, engage une action jusqu'au corps à corps au Wenheck, près de Saint-Avold, contre un ennemi fortement appuyé par l'artillerie, fait des prisonniers et ramène des tués et des blessés dans nos lignes. le 16 juin 1940, stoppe l'attaque ennemie au débouché de Château-Salins, lui détruisant six chars et du personnel et ramenant une mitrailleuse au cours d'une contre-attaque. Le 17 juin 1940, se laisse volontairement déborder par des blindés et en attaque à la grenade, le personnel surpris, a ainsi lutté jusqu'au dernier jour avec une énergie farouche pour la défense du sol français. »

Il reçoit la croix de chevalier de la Légion d'Honneur avec la citation suivante : 
« Durant les combats du 16 au 20 juin 1940 entre Gerbecourt et Mattexey, a lutté avec un véritable héroisme, clouant sur place un ennemi supérieur en nombre, devant les positions successives qu'il était chargé de défendre; ne décrochant que sur ordre bien que débordé sans cesse sur ses ailes, et a infligé à l'ennemi des pertes très lourdes. S'est enfin distingué particulièrement le 20 juin 1940 à Clézentaine, en protégeant avec son groupe franc une batterie d'artillerie laissée en arrière-garde, faisant preuve à nouveau en cette circonstance difficile, du plus magnifique sang-froid et d'un mépris absolu du danger. »

### Décorations
- Commandeur de la Légion d'honneur le 08/09/1955 pour services exceptionnels
  -  Officier de la Légion d'honneur le 07/04/1945 pour services exceptionnels avec citation
  -  Chevalier de la Légion d'honneur avec citation le 20/06/1940 pour services exceptionnels
- Croix de guerre 1939–1945 avec 4 citations
- Croix de guerre des Théâtres d'opérations extérieurs avec 4 citations,
- Croix du combattant volontaire de la Résistance
- Croix de la Valeur militaire avec 4 citations[10].

### Hommages et postérité
Il est le parrain de promotion de la Corniche Brutionne, année 2023-2024 .
Il est également devenu une références du combat interarmes mêlant infanterie et aviation. Ses tactiques et ses combats sont ainsi toujours étudiés et font l'objet d'analyse,,,.